# Пендин, Вадим Владимирович

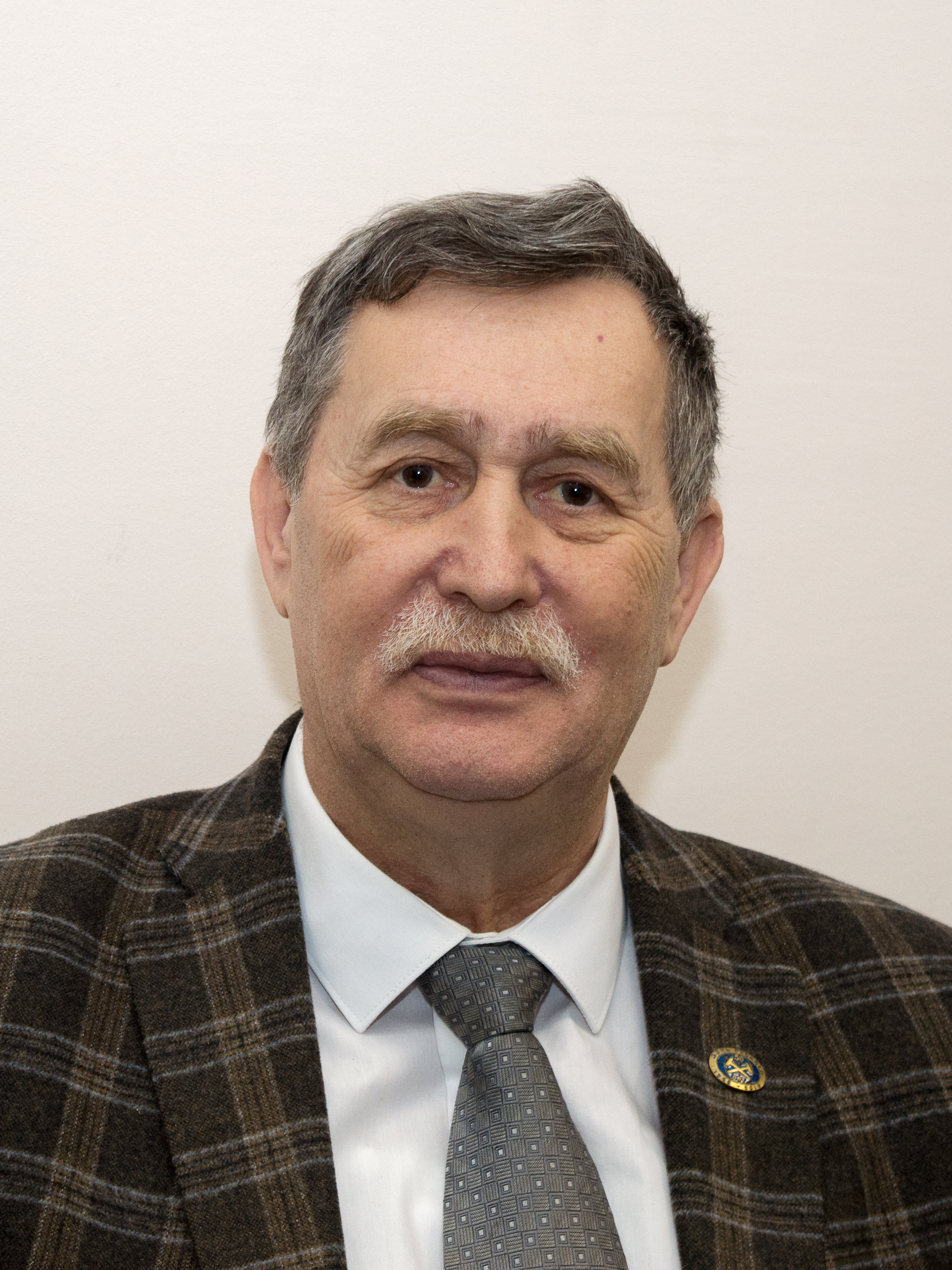
Пендин Вадим Владимирович

Вади́м Влади́мирович Пендин (1947—2019) — советский и российский инженер-геолог, доктор геолого-минералогических наук, профессор,  член Научного совета РАН по проблемам геоэкологии, инженерной геологии и гидрогеологии, член Российской группы Международной Ассоциации по инженерной геологии и охране окружающей среды (МАИГ), заведующий кафедрой инженерной геологии МГРИ (2001—2019), декан гидрогеологического факультета (2007—2017), почетный профессор Цзилиньского Университета (Китай).

## Биография
Родился 28 сентября 1947 года в семье геологов.
В 1965 году поступил в МГРИ, на гидрогеологический факультет. В 1970 году закончил с отличием МГРИ по специальности «Гидрогеология и инженерная геология».После защиты диплома остается в научно-исследовательском секторе кафедры инженерной геологии МГРИ, под руководством заведующего кафедрой, профессора Н. В. Коломенского.
В период с 1970 по 1977 год занимался задачами прогнозной оценки переработки берегов водохранилищ в научном коллективе под руководством В. В. Дмитриева. Были проведены комплексные полевые и камеральные исследования, были выявлены факторы, определяющие береговые процессы, разработаны модели их развития и прогноза по периметру Волжских водохранилищ, а также была организована сеть стационарных наблюдений на Иваньковском и Рыбинском водохранилищах. Это теме был посвящена диссертация В. В. Пендина «Исследование применимости существующих методов прогноза переработки берегов проектируемых водохранилищ Европейской части СССР» (1977). С середины 70-х годов в составе коллектива под руководством Г. К. Бондарика занимался инженерно-геологическим обеспечением инфраструктуры газовых месторождений севера Западной Сибири (Уренгойское, Бованенковское). В 1992-м году защищает докторскую диссертацию на тему: «Комплексный количественный анализ информации в инженерной геологии (теория, методика, приложения)».
В 1990-х годах под руководством В. В. Пендина сотрудниками кафедры инженерной геологии В. Л. Невечерей, О. С. Овсянниковой, Т. П. Дубиной осуществлялись работы по информационному обеспечению транспортировки углеводородного сырья в криолитозоне. Поддерживал поддерживал связь с научными (МГУ, ВСЕГИНГЕО, ВНИИСТ, ПНИИИС, ИМГРЭ) и производственными организациями (Метрогипротранс, Гипротрубопровод, ВТМ «Дорпроект», и др.). В 1998 и 2003 годах работал в Иране, участвуя в инженерно-геологических изысканиях под строительство Бушерской атомной станции в качестве эксперта-консультанта.
В. В. Пендин был членом Научного совета по проблемам геоэкологии, инженерной геологии и гидрогеологии Российской академии наук, членом российской национальной группы Международной ассоциации по инженерной геологии и окружающей среде (IAEG). Работал в качестве эксперта Российского научного фонда и Российского фонда фундаментальных исследований, участвовал в Государственной экологической экспертизе крупнейших проектов по линии Федеральной службы по технологическому и атомному надзору. Действительный член РАЕН.
Он являлся председателем Совета по защите докторских и кандидатских диссертаций при МГРИ и членом диссертационного Совета при Московском государственном университете им. М. В. Ломоносова, членом научно-редакционных советов (ныне редколлегий) журнала «Инженерная геология» (с 2006 по 2014 гг.), журнала «Инженерные изыскания» (с 2008 по 2015 гг.).
Умер 28 июня 2019 года, в Москве.

## Семья
Отец — Владимир Карлович Пендин (1906—1969)
Прадед — финн Петер Хискиас Магнусович Пендин (Пёнтинен)(1823—1881)— ювелир, партнёр Густава Фаберже и наставник Карла Фаберже

## Награды и звания
- Почетный работник высшего профессионального образования
- Ветеран труда
- Почетный нагрудный знак «300 лет геологической службы России»
- Памятный знак «65 лет Победы в Великой Отечественной войне 1941—1945 гг.»
- Нагрудный знак «50 лет Дня Геолога».